# Jordan Amavi
Jordan Amavi (Toulon, 9 maart 1994) is een Frans voetballer die doorgaans als linksback speelt. Hij verruilde Olympique Marseille in juli 2024 voor Stade Brestois, dat hem in het voorgaande seizoen al huurde.

## Clubcarrière
Amavi stroomde in 2013 door vanuit de jeugd van OGC Nice. Hiervoor debuteerde hij op de openingsspeeldag van het seizoen 2013/14 in de Ligue 1, tegen Olympique Lyon. Hij startte in de basiself en werd na 70 minuten naar de kant gehaald. Amavi concurreerde bij Nice in eerste instantie voor de linksachterpositie met Timothée Kolodziejczak, maar die vertrok in augustus 2014 naar Sevilla FC. Amavi kwam zodoende negentien competitiewedstrijden in actie tijdens zijn eerste seizoen in het eerste team en 36 in het tweede. In die jaren eindigde Amavi met Nice eerst als zeventiende in de Ligue 1 en in het seizoen 2014/15 als elfde.
Amavi tekende in juli 2015 een contract tot medio 2020 bij Aston Villa, dat zich als nummer zeventien handhaafde in de Premier League in het voorgaande seizoen. Het betaalde circa €12.600.000,- voor hem aan Nice.

## Interlandcarrière
Amavi speelde twee interlands voor Frankrijk -18.
2 Locko ·
3 Ndiaye ·
5 Chardonnet  ·
6 Fernandes ·
7 Lala ·
8 Magnetti ·
9 Doumbia ·
10 Del Castillo ·
11 Camblan ·
12 Zogbé ·
14 Baldé ·
17 Sima ·
19 Ajorque ·
20 Lees-Melou ·
21 Faivre ·
22 Haïdara ·
23 Amavi ·
25 Le Cardinal ·
26 Pereira Lage ·
28 Martin ·
30 Coudert ·
34 Salah ·
40 Bizot ·
44 Coulibaly ·
45 Camara ·
50 Jauny ·
Coach: Roy
· Assistent-coach: Lachuer
· Assistent-coach: Grougi